# Rijksmonument
En los Países Bajos, un monumento nacional es una propiedad (un edificio u objeto, o sus restos) que tiene una importancia general por su belleza, su importancia para la ciencia o su valor histórico-cultural. Una designación más correcta es «monumento protegido según la Ley del Patrimonio de los Países Bajos».
Hasta 2012, un monumento tenía que haber sido construido hace 50 años o más para ser elegible para la protección bajo la Ley de Monumentos y Edificios Históricos. A partir del 1 de enero de 2012, este criterio ha sido eliminado. Los municipios y las provincias suelen proteger también los monumentos (que luego se denominan monumentos municipales y provinciales).
A finales de febrero de 2015, los Países Bajos habían registrado 61 822 monumentos nacionales (registros de aproximadamente 52 000 objetos al 31 de diciembre de 2011) con el estatus de monumento nacional, de los cuales aproximadamente 1500 son monumentos nacionales arqueológicos. Desde 2007, el énfasis en las nuevas subvenciones se ha puesto en el período de reconstrucción.

## Inscripción en el registro
Los monumentos nacionales son designados por el ministro de Educación, Cultura y Ciencia. Los monumentos nacionales están inscritos en el Registro de Monumentos (antes artículo 1 de la Ley de Monumentos de 1988, desde 2015 artículo 3.3 de la Ley de Patrimonio), que se encuentra automatizado en el Sistema de Registro de Monumentos (MRS), gestionado por el Servicio Estatal de Patrimonio Cultural. La información del registro es de acceso público a través del Sistema de Registro de Monumentos en línea. La protección se inscribe siempre en los registros públicos del Registro de la Propiedad y el vendedor debe informar al comprador en el momento de la venta de una propiedad. El proyecto Actualisering Monumentenregister (Actualización del Registro de Monumento) se inició en 2000 para actualizar el registro nacional y hacerlo más fiable y accesible.

## Derechos y obligaciones de la protección
Una de las consecuencias legales de la protección es, entre otras cosas, que para cambios en el monumento (tanto en el interior como en el exterior y también para cuestiones como limpieza de la fachada o cambio de color) se requiere un permiso del alcalde y concejales. Este requisito de permiso también se aplica a casi todos los monumentos municipales y provinciales.
Existen facilidades fiscales para el mantenimiento de los monumentos nacionales. El impuesto de transferencia sobre la compra de un monumento nacional por parte de los compradores privados se suprimió temporalmente en el período comprendido entre el 1 de mayo y el 31 de diciembre de 2009 tras una decisión del Tribunal de Apelación de La Haya.

## Protección

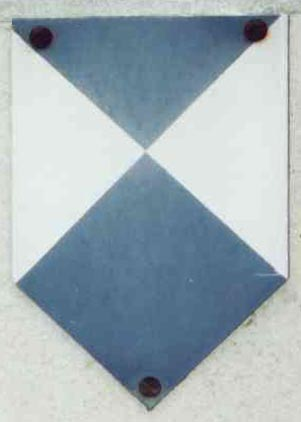
El escudo azul y blanco perteneciente al Convención de La Haya

### Escudo azul y blanco
Algunos monumentos nacionales (no todos) poseen un escudo azul y blanco. Este escudo fue creado durante la Convención de La Haya de 1954 e indica un edificio que debe ser protegido en tiempos de guerra y, por lo tanto, también puede aparecer en edificios modernos como archivos importantes, bibliotecas y museos. El reconocimiento de los objetos mediante este escudo debe conducir al respeto del patrimonio por parte de las partes en conflicto durante las acciones de combate. Se trata de una marca de reconocimiento internacional, que ya puede aplicarse en tiempos de paz en determinados monumentos nacionales, y cuyo aspecto, forma y uso se determinaron en 1954.

### Escudos nacionales y municipales
En 2010, la Agencia del Patrimonio Cultural de los Países Bajos inició planes para introducir un escudo diferente y separado para los monumentos que no pueden llevar el escudo azul y blanco. El 11 de septiembre de 2014, este nuevo escudo fue publicado por la ANWB, que está disponible para monumentos municipales, provinciales y nacionales. El primer monumento que recibió este nuevo escudo fue el Ridderzaal en La Haya.

Un gran número de municipios de los Países Bajos tienen su propio escudo en los monumentos nacionales y municipales. Por ejemplo, Nimega tiene un escudo de monumento en los colores de la ciudad, rojo y negro. El escudo de un monumento nacional en Nimega muestra a un león neerlandés amarillo dorado en la parte inferior del escudo. Un monumento municipal tiene un águila bicéfala blanca en el punto inferior con un león de doble cola del escudo de armas de Nijmegen en el medio.

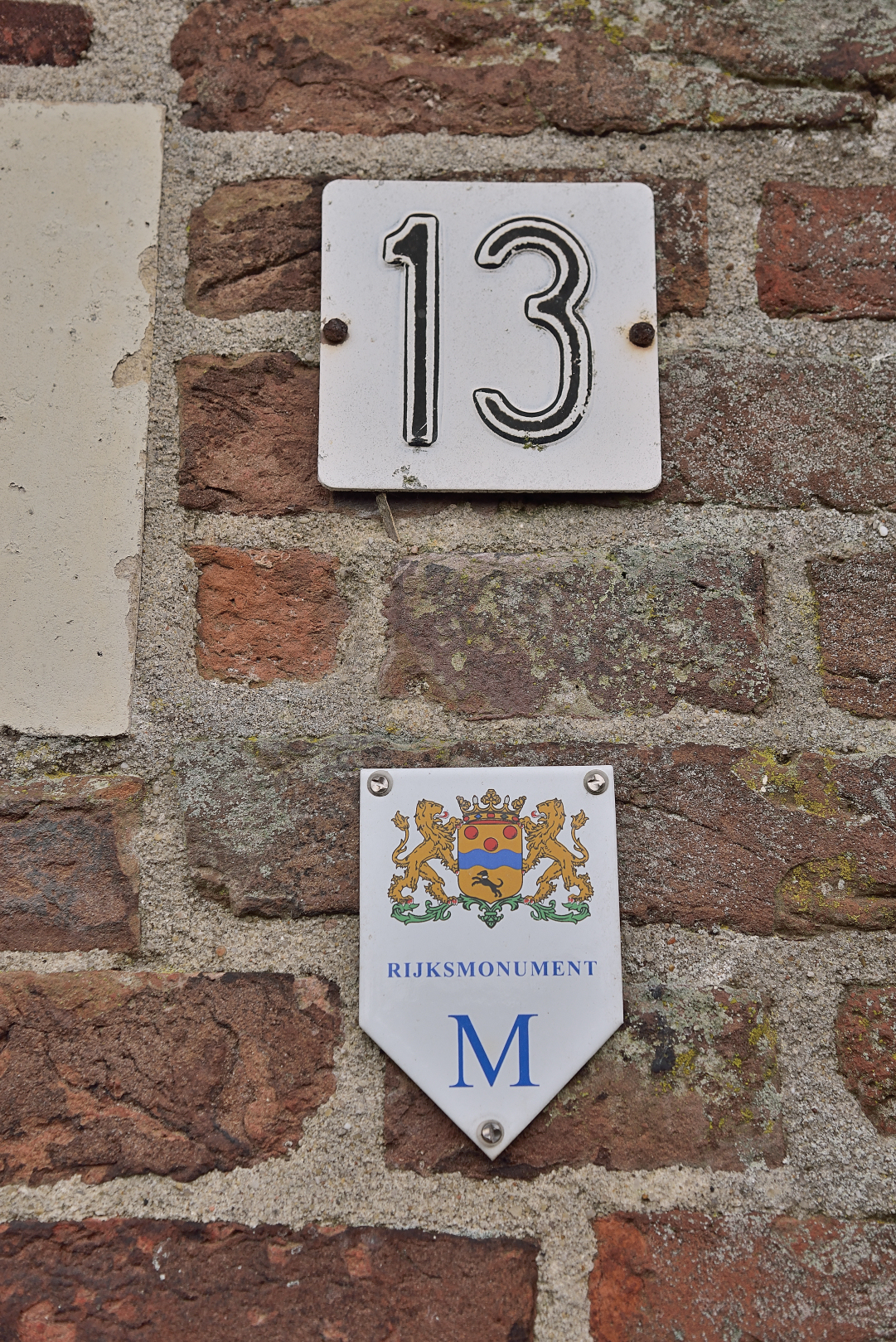
Escudo del monumento nacional en el molino de viento De Ster en Geesteren
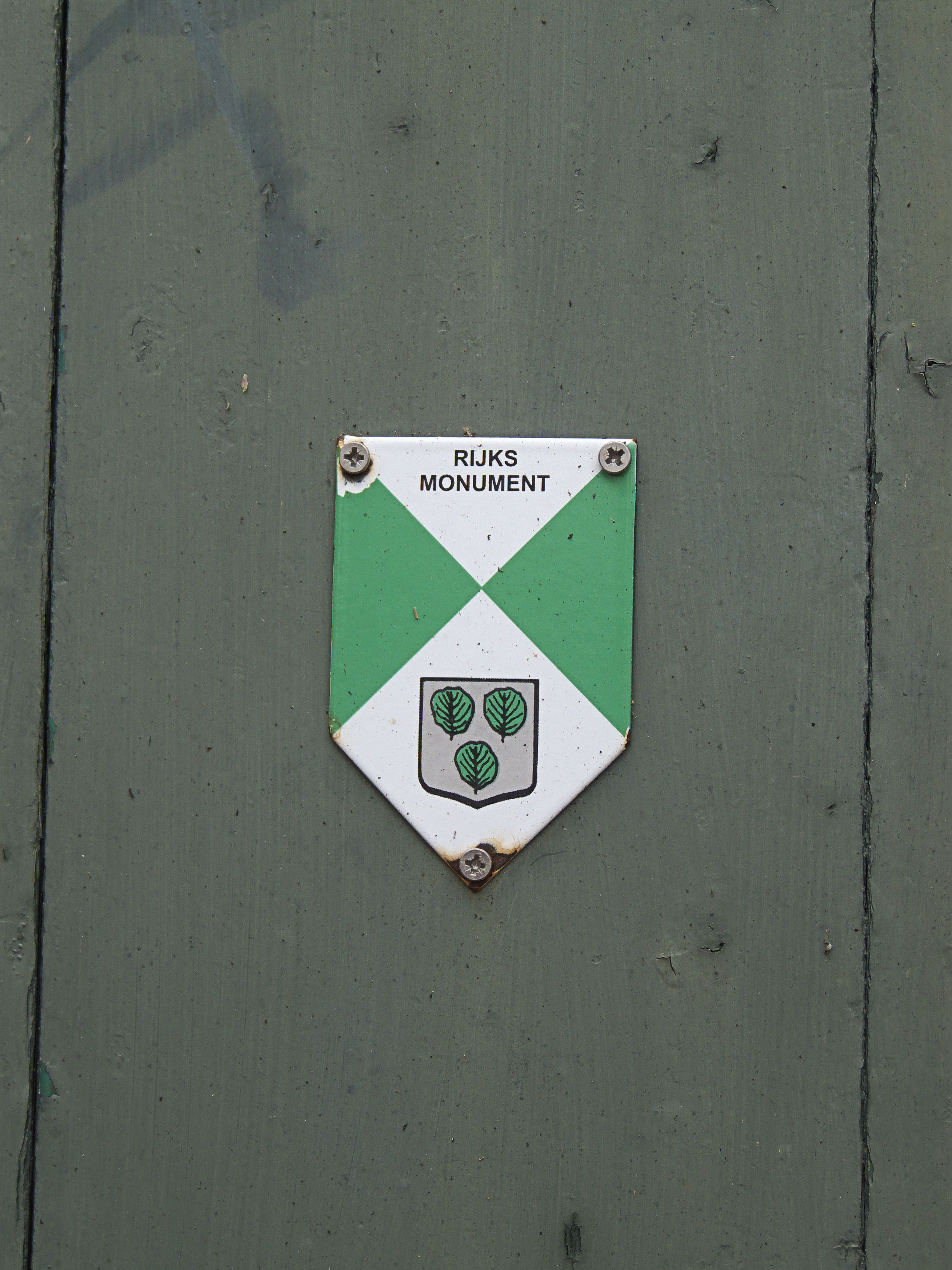
Escudo de monumento en el molino monumental nacional De Hoop en Oldebroek
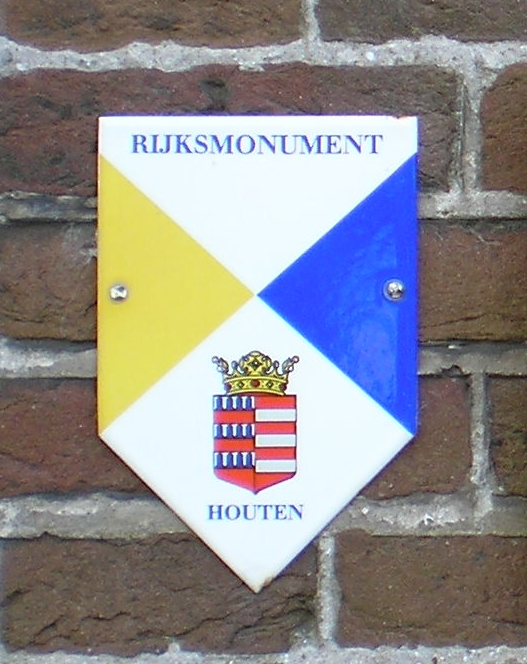
Escudo monumental para monumento nacional en el municipio de Houten
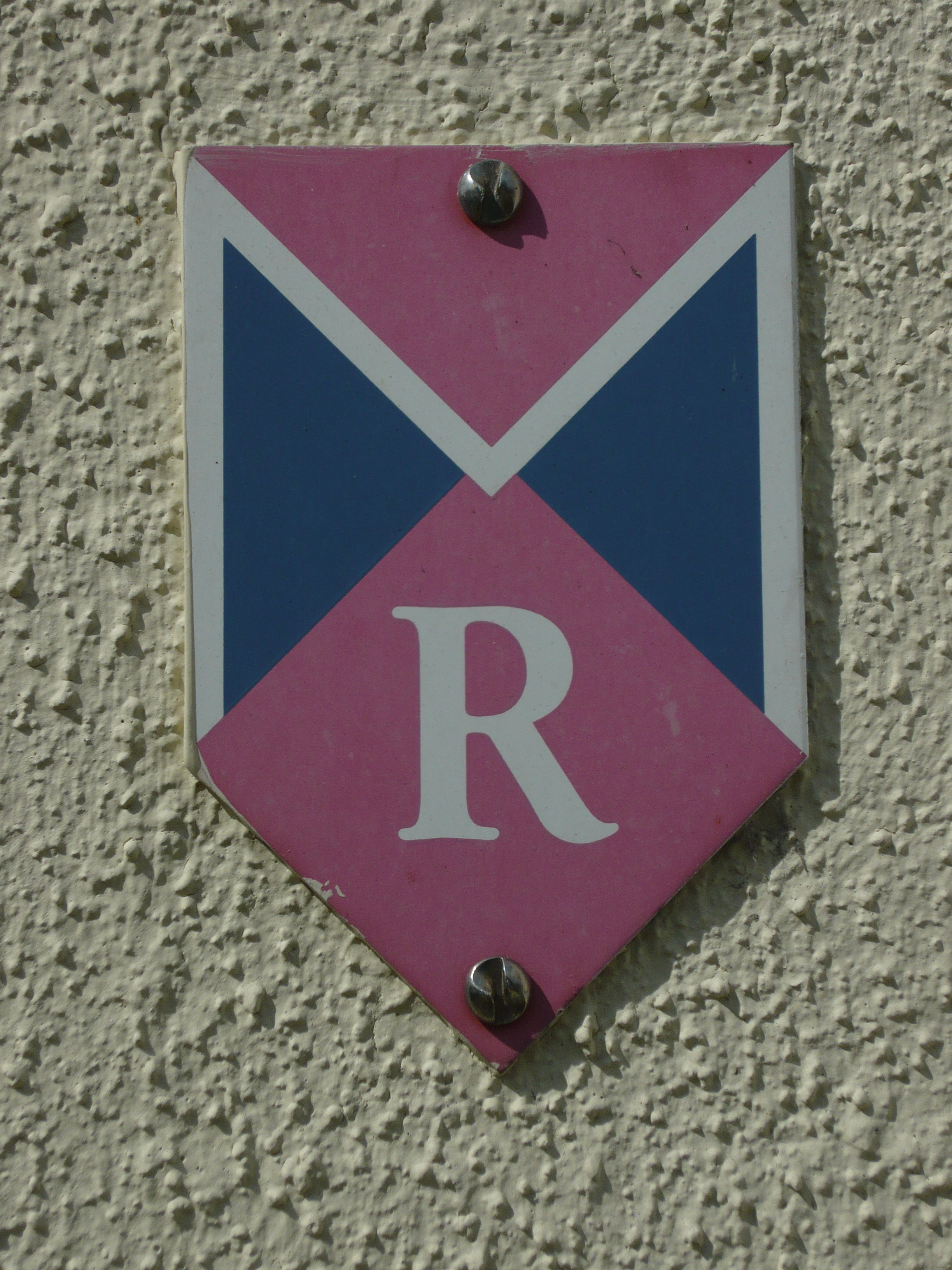
Escudo de monumento para un monumento nacional en Maarssen
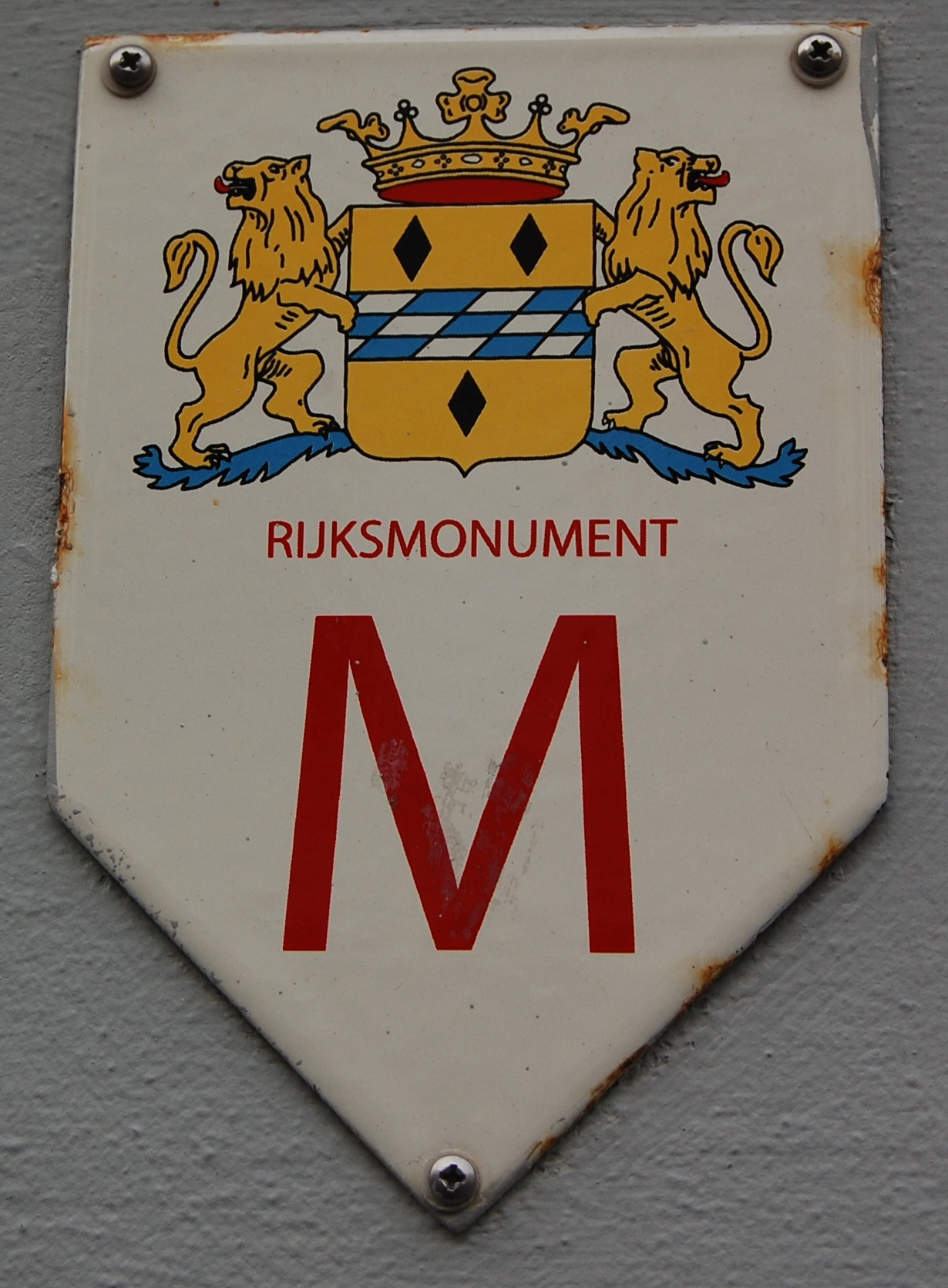
Escudo monumental para monumento nacional en el municipio de Woerden
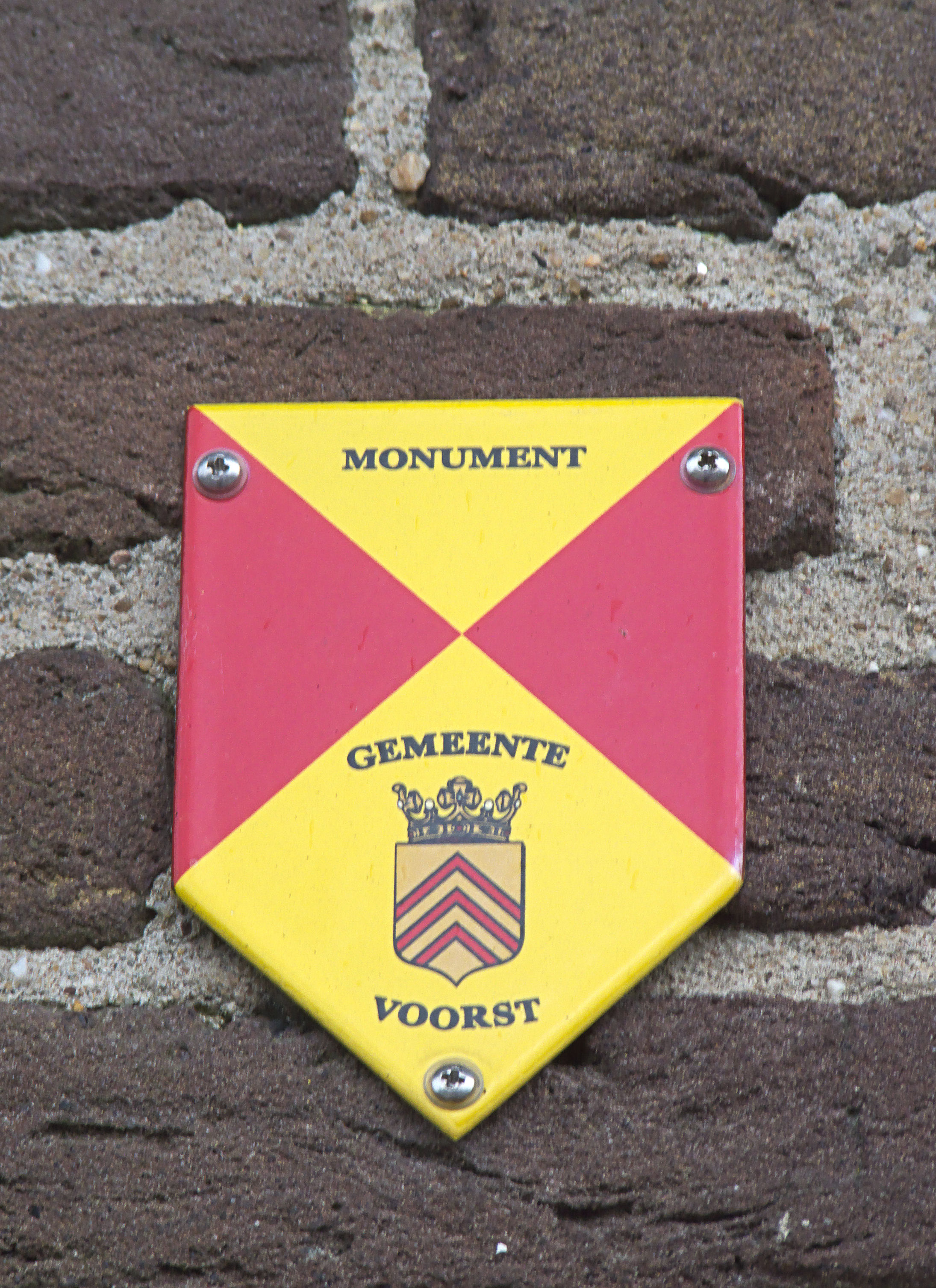
Escudo de monumento en el Wilpermolen catalogado a nivel nacional en Voorst.
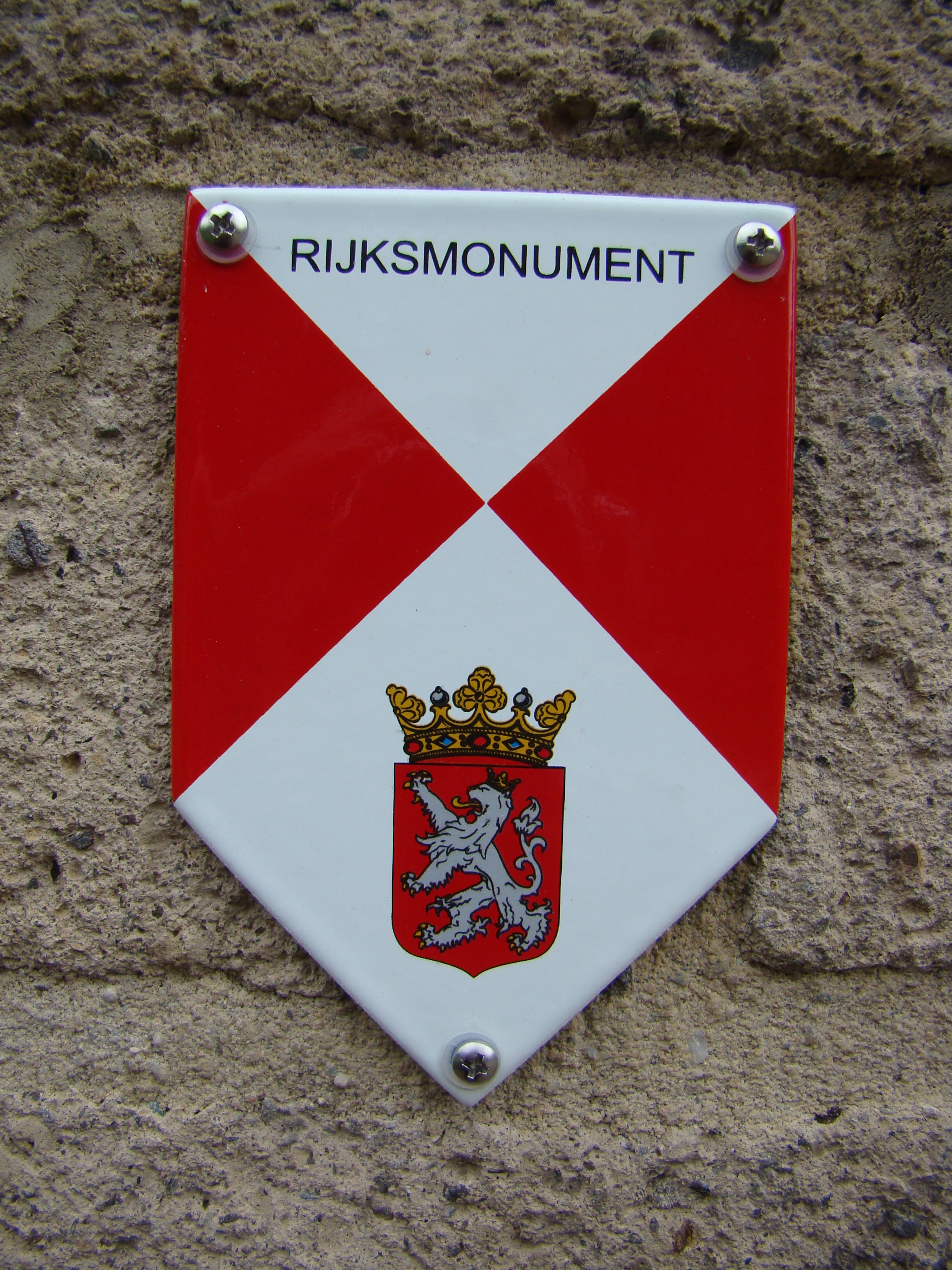
Escudo monumental para monumento nacional en el municipio de Bronckhorst

## Normativa temporal sobre la designación de monumentos protegidos
El 1 de julio de 2007 entró en vigor una norma política temporal (Norma Política Temporal sobre la Designación de Monumentos Protegidos 2007) por orden del ministro de Educación, Cultura y Ciencia, Ronald Plasterk, que suspendió la designación de monumentos nacionales hasta el 1 de enero de 2009 para los edificios construidos antes de 1940. Solo en casos excepcionales se designaban monumentos nacionales protegidos, solo si la propiedad es uno de los aproximadamente 100 monumentos más valiosos construidos entre 1940 y 1958 (la llamada arquitectura de reconstrucción). Esta lista se publicó en el otoño de 2007, «Los 100 monumentos neerlandeses más importantes de 1940-1958». Un gran número de edificios de esa lista fueron designados posteriormente como monumentos nacionales, algunos fueron rechazados. El ministro optó por esta norma política porque quería comenzar a modernizar rápidamente la preservación de los monumentos. Una medida similar se aplicó desde julio de 2006 hasta julio de 2007.

## Críticas a la política de monumentos
La designación como monumento (nacional) es objeto de críticas por parte de los profesionales. A veces se dice que los argumentos a favor de la designación son muy defectuosos y contienen "hechos" ficticios. Además, una asignación demasiado generosa dejaría muy pocos fondos de restauración para edificios muy importantes, y los procedimientos legalizados favorecerían a los grupos de interés con experiencia.
En un sentido más amplio, también se habla de conservacionismo. Los particulares y las empresas también pueden experimentar la conservación de monumentos como un obstáculo si se ven entorpecidos en sus planes de construcción. La pregunta también es si existen diferencias en la supervisión y el cumplimiento de la ley entre los monumentos que son propiedad del gobierno y los de particulares.

## Municipios con más monumentos nacionales
Un resumen de los 25 municipios con más inscripciones en el registro nacional de monumentos (julio de 2015). El número de objetos será ligeramente menor porque las partes de un objeto también pueden tener un registro separado.
| #   | Municipio          | Inscripciones | Lista                                                |
| --- | ------------------ | ------------- | ---------------------------------------------------- |
| 1.  | Ámsterdam          | 7562          | Lista de monumentos en Ámsterdam                     |
| 2.  | Maastricht         | 1695          | Lista de monumentos nacionales en Maastricht         |
| 3.  | Utrecht            | 1510          | Lista de monumentos nacionales en Utrecht            |
| 4.  | Leiden             | 1243          | Lista de monumentos nacionales en Leiden             |
| 5.  | Haarlem            | 1180          | Lista de monumentos nacionales en Haarlem            |
| 6.  | La Haya            | 1167          | Lista de monumentos nacionales en La Haya            |
| 7.  | Midelburgo         | 1167          | Lista de monumentos nacionales en Midelburgo         |
| 8.  | Dordrecht          | 892           | Lista de monumentos nacionales en Dordrecht          |
| 9.  | Groninga           | 861           | Lista de monumentos nacionales en Groninga           |
| 10. | Schouwen-Duiveland | 837           | Lista de monumentos nacionales en Schouwen-Duiveland |
| 11. | Leeuwarden         | 819           | Lista de monumentos nacionales en Leeuwarden         |
| 12. | Stichtse Vecht     | 804           | Lista de monumentos nacionales en Stichtse Vecht     |
| 13. | Súdwest-Fryslân    | 747           | Lista de monumentos nacionales en Súdwest-Fryslân    |
| 14. | Delft              | 696           | Lista de monumentos nacionales en Delft              |
| 15. | Róterdam           | 620           | Lista de monumentos nacionales en Róterdam           |
| 16. | Deventer           | 589           | Lista de monumentos nacionales en Deventer           |
| 17. | Alkmaar            | 583           | Lista de monumentos nacionales en Alkmaar            |
| 18. | Het Hogeland       | 581           | Lista de monumentos nacionales en Het Hogeland       |
| 19. | Arnhem             | 574           | Lista de monumentos nacionales en Arnhem             |
| 20. | Breda              | 577           | Lista de monumentos nacionales en Breda              |
| 21. | Bolduque           | 556           | Lista de monumentos nacionales en Bolduque           |
| 22. | Harlingen          | 529           | Lista de monumentos nacionales en Harlingen          |
| 23. | Kampen             | 528           | Lista de monumentos nacionales en Kampen             |
| 24. | Noardeast-Fryslân  | 515           | Lista de monumentos nacionales en Noardeast-Fryslân  |
| 25. | Waadhoeke          | 510           | Lista de monumentos nacionales en Waadhoeke          |

## Ciudades con más monumentos nacionales
(Las cifras son, por supuesto, inferiores a las de los municipios afectados)
| #   | Ciudad         | Inscripciones |
| --- | -------------- | ------------- |
| 1.  | Ámsterdam      | 7507          |
| 2.  | Maastricht     | 1677          |
| 3.  | Utrecht        | 1539          |
| 4.  | Leiden         | 1243          |
| 5.  | Haarlem        | 1145          |
| 6.  | La Haya        | 1167          |
| 7.  | Midelburgo     | 1149          |
| 8.  | Dordrecht      | 879           |
| 9.  | Delft          | 696           |
| 10. | Groninga       | 686           |
| 11. | Róterdam       | 619           |
| 12. | Leeuwarden     | 614           |
| 13. | Zierikzee      | 562           |
| 14. | Arnhem         | 563           |
| 15. | Deventer       | 544           |
| 16. | Bolduque       | 522           |
| 17. | Harlingen      | 517           |
| 18. | Kampen         | 508           |
| 19. | Breda          | 501           |
| 20. | Zwolle         | 482           |
| 21. | Amersfoort     | 460           |
| 22. | Alkmaar        | 399           |
| 23. | Zutphen        | 393           |
| 24. | Hoorn          | 372           |
| 25. | Brielle        | 364           |
| 26. | Encusa         | 363           |
| 27. | Gouda          | 355           |
| 28. | Wassenaar      | 321           |
| 29. | Bergen op Zoom | 308           |
| 30. | Flesinga       | 298           |

Las ciudades con la mayor cantidad de monumentos nacionales en el centro de la ciudad son: 1. Ámsterdam, 2. Maastricht, 3.Leiden. 4. Utrecht, 5. Midelburgo, 6. Harlem, 7. Dordrecht, 8. Delft, 9. Groninga y 10. Zierikzee.

## Monumentos nacionales propiedad del Estado
El propio gobierno nacional es propietario de algunos monumentos nacionales. Planea disponer de 34 complejos monumentales (cada uno compuesto por uno o más monumentos), preservando al mismo tiempo su condición de monumento.